# Alan Haworth (baron Haworth)
Alan Robert Haworth, baron Haworth (né le 26 avril 1948 à Blackburn et mort le 28 août 2023 en Islande) est un homme politique du parti travailliste britannique.

## Biographie
Alan Haworth fait ses études à St Silas, CoE School, Blackburn and Blackburn Technical & Grammar School. Il fréquente l'Université de St Andrews pour étudier la médecine, mais part après un an d'études. Il obtient ensuite un BSc Hons (London external) en sociologie à la North East London Polytechnic, dont il est diplômé en 1971.
Haworth rejoint le staff du Parti travailliste parlementaire en 1974 et en est secrétaire de 1992 à 2004. Il est élevé à la Chambre des lords le 28 juin 2004 en tant que pair à vie prenant le titre de baron Haworth, de Fisherfield à Ross et Cromarty.

## Publications
Alan Haworth est l'auteur de 113 nécrologies d'anciens députés travaillistes, dont certaines publiées dans le livre Politico's Book of the Dead 2003, et le co-rédacteur (avec Dianne Hayter) de Men who Made Labour, les nécrologies des 29 premiers députés travaillistes élus au Parlement en 1906.